# Oskar Vogt
Oskar Vogt (Husum, 6 aprile 1870 – Friburgo in Brisgovia, 30 luglio 1959) è stato un neurologo tedesco.

## Biografia
Insegnò all'Università di Berlino dal 1901 e fu direttore del Kaiser Wilhelm Institut dal 1919 al 1930. Sua moglie fu la neurologa Cécile Vogt-Mugnier.
Si occupò principalmente dello studio della corteccia cerebrale, del talamo e dei nuclei della base. Vogt fu uno di coloro che furono chiamati ad analizzare il cervello di Lenin. Di idee socialiste e oppositore del nazismo, fu licenziato nel 1936 dall'istituto dove lavorava, e Gustav Krupp von Bohlen und Halbach gli trovò un lavoro in un piccolo ospedale privato.
Gli studi di Oskar Vogt rappresentarono un contributo importante allo sviluppo di molti metodi di auto-miglioramento e crescita personale, come il training autogeno assieme a Johannes Heinrich Schultz e la Dinamica Mentale, utilizzati ancora oggi.